# Dainippon Sumitomo Pharma

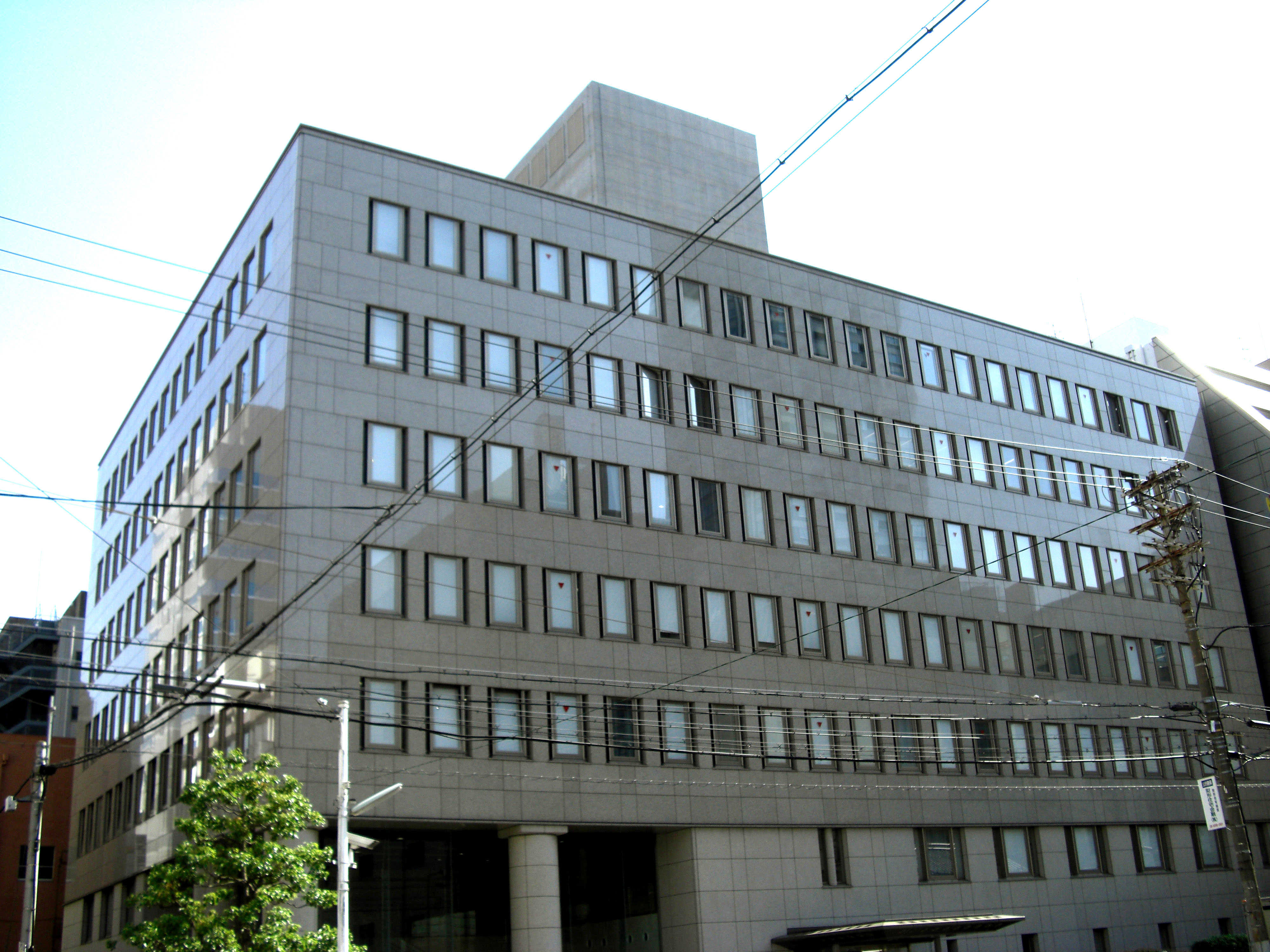
Huvudkontor

Sumitomo Dainippon Pharma Co., Ltd., är ett  japanskt läkemedelsföretag med huvudkontor i Chuo-ku.

## Läkemedel
- Perospiron (Lullan, okt 2000, utvecklades ursprungligen av Dainippon Sumitomo Pharma)
- Lurasidon (Latuda, utvecklades ursprungligen av Dainippon Sumitomo Pharma)